# Davina Michelle
Michelle Davina Hoogendoorn (Rotterdam, 12 novembre 1995) è una cantante olandese.

## Biografia
Nel 2016 Davina Michelle è stata finalista di Idols, la versione olandese del format britannico Pop Idol, classificandosi quinta. Ha cantato Nobody's Perfect di Jessie J nella sua audizione.
A febbraio 2017 ha aperto il suo canale YouTube dove ha iniziato a caricare cover di brani musicali in lingua inglese ogni settimana. Uno di questi video, in cui canta What About Us di Pink è diventato virale ed è stato notato e apprezzato dalla cantante originale. Da qui Davina Michelle è stata invitata ad esibirsi a programmi televisivi come RTL Late Night e De wereld draait door. A dicembre il suo canale YouTube ha superato il mezzo milione di iscritti.
Nel 2018 la cantante ha partecipato all'undicesima edizione del programma canoro Beste zangers trasmesso dalla rete televisiva AVROTROS. In un episodio ha eseguito una cover di Duurt te lang, brano del 2013 del rapper Glen Faris, che in due giorni ha raggiunto il primo posto nella classifica dei brani più scaricati su iTunes nei Paesi Bassi. Il singolo è cresciuto in popolarità fino a raggiungere il primo posto della classifica olandese, rimanendo in vetta per sei settimane consecutive e ottenendo cinque dischi di platino per aver venduto più di 400 000 copie a livello nazionale. Il secondo singolo e prima canzone originale, Skyward, è uscito all'inizio del 2019 ed è stato certicato disco di platino con oltre 80 000 unità vendute. Nella primavera dello stesso anno è uscito Hoe het danst in collaborazione con Marco Borsato e Armin van Buuren, che ha raggiunto il 2º posto in classifica e ha conquistato tre dischi di platino. Il singolo ha inoltre raggiunto la vetta della classifica dei singoli della regione belga delle Fiandre, dove è certificato quintuplo disco di platino con oltre 100 000 copie vendute.
Il 18 maggio 2021 Davina Michelle si è esibita come interval act durante la prima semifinale dell'Eurovision Song Contest a Rotterdam, con la canzone Sweet Water. Questa performance, dal nome The Power of Water, ha visto la partecipazione dell'attrice Thekla Reuten ed è stata accompagnata da numerosi ballerini ed effetti grafici.
Il 5 settembre 2021 al Circuito di Zandvoort in occasione del Gran Premio d'Olanda ha cantato dal vivo l'inno nazionale olandese, Het Wilhelmus, prima dell'inizio della gara e al termine della stessa, diversamente dal protocollo usuale che prevede la trasmissione della traccia standard registrata, alla premiazione per la vittoria di Max Verstappen.

## Discografia

### Album in studio
- 2020 – My Own World
- 2022 – Gold Plated Love

### Singoli
- 2018 – Duurt te lang
- 2019 – Skyward
- 2019 – Hoe het danst (con Marco Borsato e Armin van Buuren)
- 2019 – Better Now
- 2020 – Beat Me
- 2020 – 17 miljoen mensen (con Snelle)
- 2020 – My Own World
- 2020 – Liar
- 2021 – Big Brother (feat. Woodie Smalls)
- 2021 – Nobody Is Perfect
- 2021 – Sweet Water
- 2021 – Hold On (con Armin van Buuren)
- 2022 – Hyper
- 2022 – No Angel
- 2022 – I Love Me More
- 2022 – January Without You
- 2023 – Heartbeat
- 2023 – This Is My Life
- 2023 – Dating the Devil
- 2023 – 17